# 福建省厦门集美中学
24°33′36″N 118°5′24″E / 24.56000°N 118.09000°E

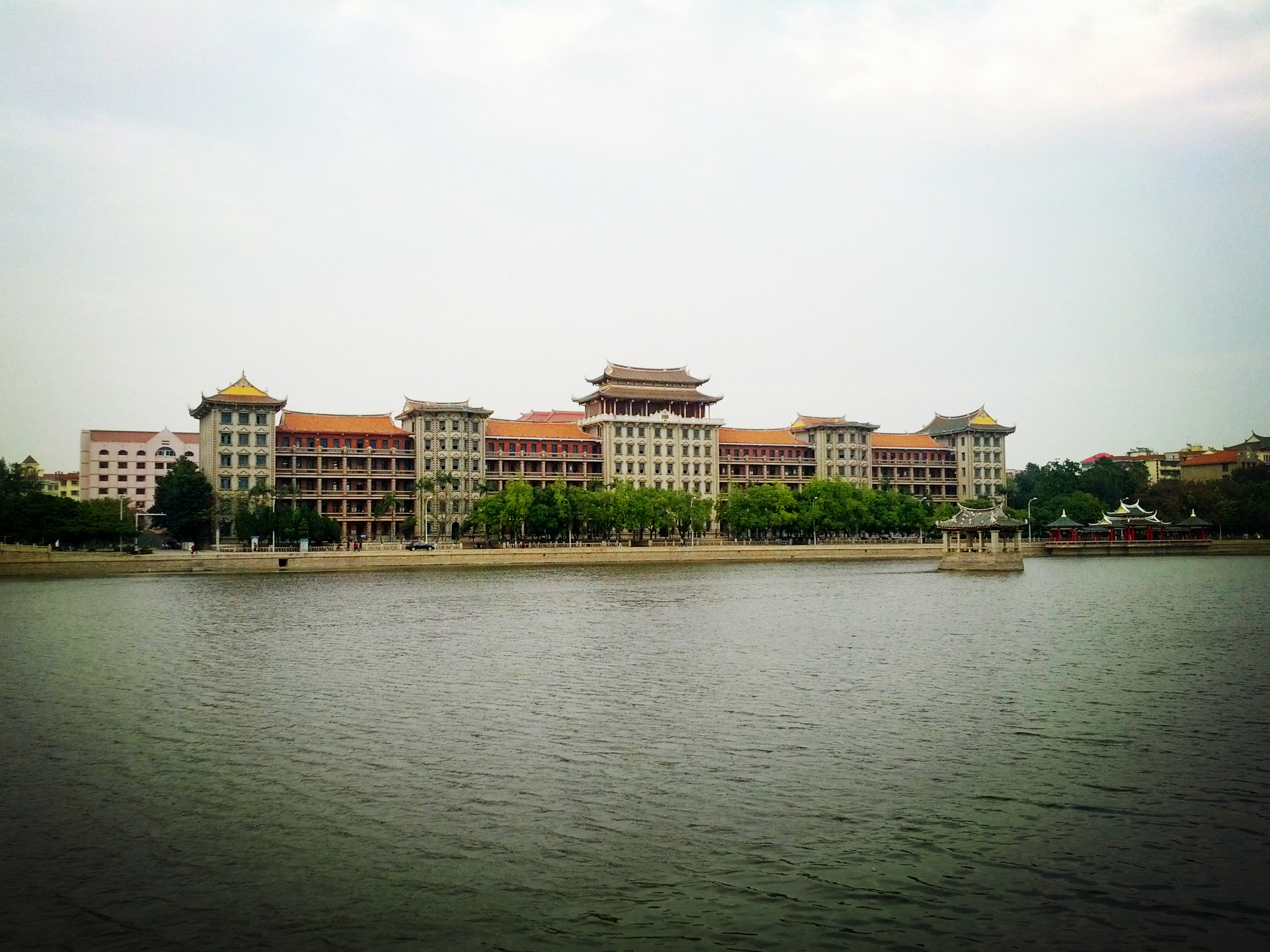
集美中学与龙舟池

福建省厦门集美中学，简称集美中学，位於中华人民共和国廈門市集美區，是福建省首批重点中学，现为厦门市直属公办高中。有浔江校区、侨英校区、后溪校区。有教职工495人，121个教学班，学生数近6000人。

## 学校历史发展
- 由爱国华侨陈嘉庚于1918年3月创办[2]
- 1937年－1946年内迁安溪县办学
- 1984年被确认为福建省首批办好的重点中学
- 2001年1月被评定为省一级达标学校[3]
- 2005年起在全省首办“新疆内高班”
- 2008年，20集电视连续剧《男生日记》在校拍摄60天，剧中取景大多在集美中学，剧中学校也叫“集美中学”，学生近两千人次参加了拍摄。
- 占地120亩的高中新校区已于2011年竣工
- 2012年春季高一高二搬往新校区，高三暂时没有搬迁
- 2014年春季，高中部已全部搬迁至新校区并投入使用，旧校区作为学校初中部使用。[4]
- 2020年集美中学高中创办特色班型：以创办者姓名命名为“嘉庚班”

## 学校荣誉
- 1999-2008年学校部分荣誉
- 省文明学校
- 省实施素质教育先进校
- 省依法治校示范校
- 省先进教工之家
- 省巾帼文明岗
- 省五四红旗团委创建单位
- 市文明学校
- 市先进基层党组织
- 市初中教学质量进步奖
- 市平安校园
- 市法制宣传教育先进集体
- 市外事系统先进集体
- 市民族团结进步先进单位
- 市行风建设先进单位
- 市推行办事公开制度示范单
- 市校务公开先进
- 市学校卫生工作先进单位
- 市普通中学学籍管理先进单位
- 市实施中小学教师继续教育工程先进单位
- 市家庭教育先进校
- 市全民健身先进单位
- 市先进基层妇女组织
- 市红十字会工作先进单位
- 市“万人献爱心”活动先进单位
- 市绿色学校
- 市绿化先进单位
- 市五四红旗团委
- 市特区建设青年突击队
- 市“学雷锋，志愿服务”先进单位
- 市“青年志愿者行动”先进集体
- 市信息工作先进单位(团)
- 市少先队红旗大队

## 相关链接
- 厦门集美中学网站  （页面存档备份，存于）